# Lawrence Bittaker
Lawrence Sigmund Bittaker, né le 27 septembre 1940 à Pittsburgh (Pennsylvanie) et mort le 13 décembre 2019 dans la prison d'État de San Quentin (Californie), est un tueur en série américain qui, en 1979, a enlevé, torturé, violé et assassiné cinq jeunes femmes sur une période de cinq mois. Il a commis ses crimes en Californie avec l’aide de son complice, Roy Norris. Ils sont tous deux restés connus, dans l’histoire criminelle américaine, sous le surnom de « Tueurs à la boîte à outils » (« The Tool Box Killers »).

## Avant leur rencontre

### Lawrence Bittaker
Peu après sa naissance, Lawrence fut adopté par M. et Mme George Bittaker. George travaillait dans une usine d’avions, obligeant la famille à déménager fréquemment de la Pennsylvanie en Floride à l’Ohio et, en dernier lieu, en Californie.
Après plusieurs « contacts » avec les autorités responsables des mineurs et la police, Bittaker, qui avait été testé avec un QI de 138, abandonna le lycée, finissant sa scolarité en 1957. Peu de temps après, il fut arrêté pour vol de voiture, avec «délit de fuite», voulant ainsi échapper à l’arrestation. Il fut emprisonné au California Youth Authority jusqu’à l’âge de 19 ans.
Le FBI arrêta Bittaker en Louisiane plusieurs jours après sa libération pour avoir tenté de voler une autre voiture. Condamné en août 1959, il fut condamné à 18 mois dans une maison de redressement fédérale de l’Oklahoma. Ses agissements là, le firent vite transférer dans un centre médical du Missouri. Il fut libéré après avoir purgé six mois de sa peine.
En décembre 1960, il fut arrêté à Los Angeles, et en mai 1961, il fut condamné à 15 ans dans une prison d'État. Une évaluation psychiatrique détermina que Bittaker était paranoïaque, presque psychopathe, avec peu de contrôle sur ses impulsions. Malgré ces révélations, il fut libéré en 1963.
Il fut arrêté deux mois plus tard pour violation de sa libération conditionnelle et un vol pour lequel il était suspecté, puis encore en octobre 1964. En prison, il passa une autre évaluation psychiatrique qui démontra une fois de plus qu’il était à la limite d’être psychopathe.
En juillet 1967, il fut arrêté et condamné pour vol et délit de fuite. Il fut condamné à cinq ans, mais libéré en avril 1970. Cependant, en mars 1971, il fut arrêté pour cambriolage et violation de sa libération conditionnelle. Il fut condamné de six mois à quinze ans en octobre. Il purgea seulement trois ans de cette peine.
Il fut arrêté de nouveau lorsqu’il poignarda un employé de supermarché sur le parking de l’établissement. Bittaker avait caché un couteau à viande dans son pantalon et l’employé l’avait suivi à l’extérieur pour essayer de l’arrêter. L’homme survécut et Bittaker fut accusé  de tentative de meurtre. En prison au California Men’s Colony à San Luis Obispo, il rencontra Norris.
En 1976, Bittaker fut engagé en tant que manager au Holiday Theater dans la région de Reseda dans la vallée de San Fernando. Bittaker n’avait pas un comportement docile, mais un tempérament hostile et quelques employés, comme il s’avéra plus tard, eurent raison d’être prudents à son égard.
Il eut une autre évaluation psychiatrique, qui rejeta la notion de psychopathe, disant plutôt que c'était un sociopathe classique. Un autre psychiatre décrivit Bittaker comme un psychopathe sophistiqué. En dépit des avertissements des psychiatres, il fut libéré en novembre 1978 et déménagea à Los Angeles.

### Roy Norris
À 17 ans, Norris lâcha l’école et rejoignit la marine. Il passa la majorité de son service posté à San Diego, et servit quatre ans au Viêt Nam. Il ne participa à aucun combat.
De retour à San Diego, Norris fut arrêté en novembre 1969 pour tentative de viol. Trois mois plus tard, libéré sous caution avant son procès, il fut arrêté de nouveau. Il avait essayé d’attaquer une femme dans sa maison, mais la police arriva avant qu’il ne puisse la blesser. À cette époque, Norris fut renvoyé de la marine pour problèmes psychologiques.
Toujours libéré sous caution, en mai 1970, il attaqua une étudiante sur le campus de l’université d’État de San Diego. Il sauta sur elle par derrière, la frappa à la tête avec une pierre, puis lui cogna la tête plusieurs fois sur le béton. Sa victime survécut, alors Norris ne fut qu’accusé d’attaque avec une arme pouvant causer la mort. Il fut envoyé à l’hôpital d’État d’Atascadero comme prédateur sexuel et y restera pendant cinq ans. Libéré, il fut considéré comme inoffensif.
Trois mois après sa libération, Norris attaqua et viola une femme de 27 ans. Condamné pour viol, il fut envoyé au California Men’s Colony à San Luis Obisco. Il y rencontra et se lia d’amitié avec Bittaker. Norris déclara que Bittaker lui avait sauvé la vie deux fois en prison, ce qui le liait à lui selon le « code des prisonniers ».
Norris fut libéré le 15 janvier 1979 et déménagea avec sa mère à Los Angeles. Bittaker contacta Norris et ils continuèrent leur amitié de prison à l’extérieur.

## Meurtres

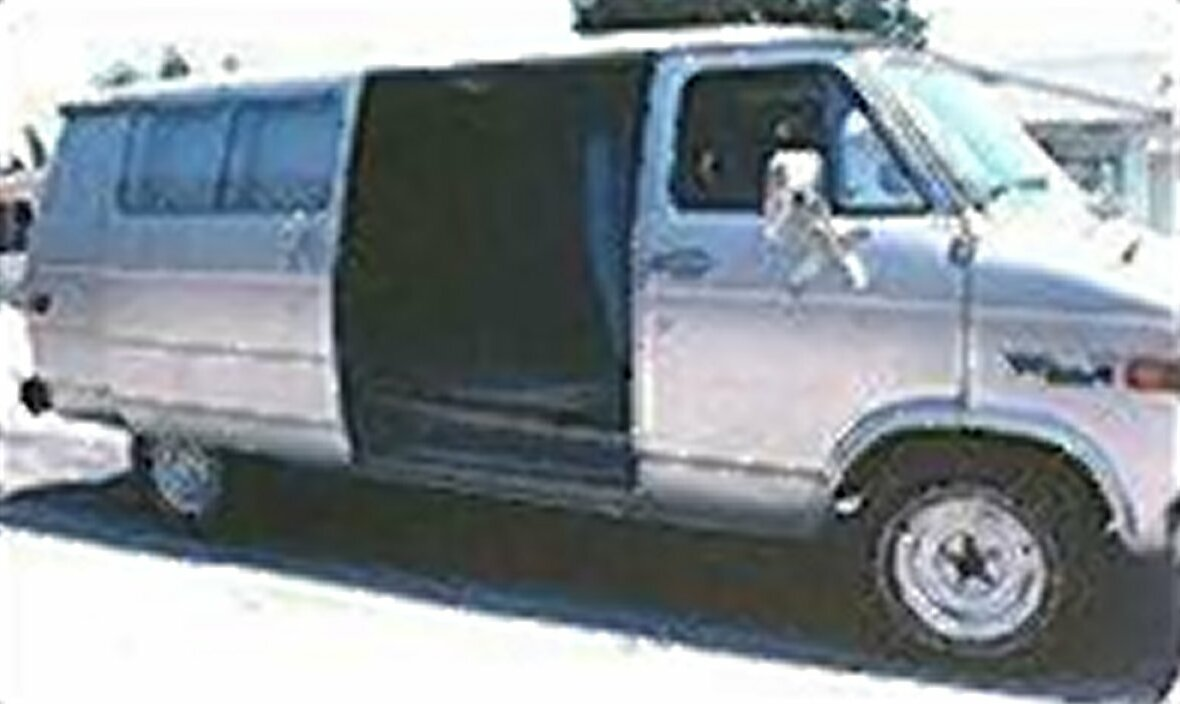
Le van cargo GMC 1977 "Murder Mack" de Bittaker et Norris

Bittaker et Norris confectionnèrent un plan pour violer et tuer des filles de la région. Bittaker acheta un van cargo GMC 1977, qu’il nommèrent « Murder Mack », parce qu’il n’y avait pas de fenêtre à l’arrière et une large porte coulissante du côté passager. De février à juin 1979, ils testèrent leur plan. Ils conduisaient sur l’autoroute de la côte pacifique, s’arrêtaient sur des plages, parlaient à des filles et les prenaient en photo. Lorsqu'ils furent arrêtés, la police trouva près de 500 photographies en possession de Bittaker.
Le 24 juin 1979, ils firent leur première victime, Cindy Schaeffer, 16 ans. Ils la prirent près de la plage Redondo, Norris la forçant à entrer dans le van. Il lui banda la bouche et lui lia les bras et les jambes. Bittaker conduisit le van sur une route dans les montagnes de San Gabriel, loin de l’autoroute. Les deux hommes la violèrent, puis Norris tenta de l'étrangler, mais le visage de sa victime plein d'horreur le fit vomir; alors Bittaker lui enroula un cintre déplié autour du cou. Il serra le cintre avec des pinces, l’étranglant à mort. Ils mirent son corps dans un rideau de douche en plastique et le jetèrent dans un canyon dans les environs.
Ils ramassèrent Andrea Hall, 18 ans, alors qu’elle faisait de l’auto-stop le 8 juillet. Norris se cacha à l’arrière du van et Bittaker lui dit de monter. Après l'avoir embarquée, Bittaker lui offrit une boisson dans la glacière à l’arrière. Lorsqu’elle se rendit à l’arrière, Norris lui sauta dessus, lui lia les bras et les jambes, et lui banda la bouche. Ils l’amenèrent à la même route et la violèrent plusieurs fois. Bittaker la sortit du van et Norris les laissa pour aller cherche de la bière. Lorsqu’il revint, Andrea n’y était plus et Bittaker regardait des photographies d’elle. Il l’avait poignardée avec un pic à glace dans chaque oreille et comme elle ne mourrait pas assez vite, il l’étrangla. Il lança son corps par-dessus une falaise.
Le 3 septembre, alors qu’ils conduisaient près de la plage Hermosa, ils virent deux filles à un arrêt d’autobus et leur offrirent de les reconduire. Jackie Gillian, 15 ans, et Leah Lamp, 13 ans, acceptèrent leur offre. Les filles devinrent suspicieuses lorsque Bittaker stationna le van près d’un terrain de tennis de banlieue. Leah voulut se sauver par la porte arrière et Norris lui frappa la tête avec un bâton. Une courte lutte s’ensuivit, mais avec l’aide de Bittaker, Norris maîtrisa les adolescentes et lia les deux comme à l’habitude. Bittaker se rendit alors à la même route. Ils gardèrent les filles en vie pour deux jours, les violant et les torturant tout le temps avec des cintres et des pinces. Ils enregistrèrent même les événements sur une bande audio. Bittaker poignarda Jackie dans chaque oreille avec un pic à glace. Comme Andrea Hall, elle ne mourut pas, et les hommes l’étranglèrent chacun leur tour jusqu’à ce qu’elle meure. Bittaker étrangla ensuite Leah pendant que Norris lui frappait la tête avec un marteau à sept reprises. Ils abandonnèrent les corps au-dessus d’une falaise, les pics à glace toujours dans la tête de Jackie.
Ils enlevèrent Robin Robeck le 30 septembre, la forçant à entrer dans le van. Les deux la violèrent, mais elle s’échappa. La police avait montré des photographies des deux hommes à Robin, qu’elle identifia comme étant Lawrence et Roy.
Le 31 octobre, ils enlevèrent Shirley Ledford, 16 ans, la violant et la torturant avec une paire de pinces, en conduisant dans Los Angeles au lieu de se rendre à leur lieu habituel. Ils enregistrèrent encore une bande audio de leur crime, l’étranglant avec un cintre et des pinces. Au lieu de se débarrasser de son corps au-dessus d’une falaise, ils le laissèrent sur un terrain au hasard sur la plage Hermosa pour voir la réaction locale dans les journaux. Le corps fut retrouvé le lendemain et causa tout un émoi, ne s’étant écoulé que quelques jours depuis l’arrestation du tueur des collines, Angelo Buono Jr.

## Arrestation, procès, sentence
Norris avait tout dit des meurtres à un codétenu, Jimmy Dalton. Ce dernier crut qu’il s’agissait d’un mensonge, jusqu’à la découverte du corps de Ledford. Il parla à son avocat et allèrent au département de police de Los Angeles avec les informations sur Norris.
Bittaker fut condamné à la peine capitale pour viol, torture, enlèvement et meurtre le 17 février 1981. Il resta au quartier des condamnés à mort jusqu'à la fin de sa vie, où il recevait des lettres de fans femmes, pour lesquelles il signait de son pseudonyme « Pinces » Bittaker. Il meurt de cause naturelle  le 13 décembre 2019, à l'âge de 79 ans.
Norris après avoir obtenu la garantie de ne pas être condamné à la peine capitale (ou du moins ne pas être exécuté), en cas de témoignage à charge contre son complice, accusa alors Bittaker d’être l’instigateur des crimes, et ne fut que condamné à la prison à vie. En 2010, il fait une demande de libération conditionnelle qui sera refusée et ne sera pas admissible avant une dizaine d'années. Il ne décèdera que le 26 février 2020, soit deux mois après son complice.